# FC ENM의 음반
이 문서는 FC ENM에서 발매한 음반 목록이다.

## 2020년대
- 2022년 4월 4일 아일리원 - [Digital Single] Love in Bloom
- 2022년 7월 19일 아일리원 - [Digital Single] Que Sera Sera
- 2022년 12월 14일 아일리원 - [Digital Single] 싴후당 Part.2
- 2022년 12월 25일 아일리원 - [Digital Single] Thanks To...
- 2023년 1월 5일 아일리원 - A Dream Of ILY:1
- 2023년 7월 25일 아일리원 - New Chapter
- 2023년 10월 24일 아일리원 - [Digital Single] 내 남자친구에게 (To My Boyfriend)
- 2024년 4월 4일 아일리원 - [Digital Single] IMMM
- 2024년 8월 4일 아일리원 - 사랑도 없이 결혼 OST Part.27
- 2024년 8월 20일 아일리원 - illang : Firework
- 2024년 11월 5일 아일리원 - 마피아 보스가 나에게 집착한다 OST Part.26